# Królestwo Sikongu
Królestwo Sikongu (birm. စစ်ကိုင်းခေတ် /zəɡáɪɴ kʰɪʔ/) – państwo władające częścią środkowej Birmy (Mjanmy) w latach 1315–1364.
Królestwo Sikongu obejmowało północno-zachodnią połowę dawnego królestwa Myinsaing, które z kolei było jednym z wielu miniaturowych państewek, jakie powstały po upadku Imperium Paganu w 1287 r. Rządzone przez zbirmanizowanych szańskich królów, co jakiś czas popadało w zbrojne konflikty ze znajdującym się po drugiej stronie rzeki Irawadi królestwem Pinya, z którym rywalizowało o władzę nad środkową Birmą. Zwykle jednak Sikong pozostawał w defensywie z powodu powtarzających się najazdów Szanów z północy. Królestwo Sikongu upadło w roku 1364, po splądrowaniu miasta Sikong przez szańskich najeźdźców z Mogaung.
W roku 1364 założone przez Thadominbyę królestwo Ava zajęło miejsce królestw Sikongu i Pinya zostając największym królestwem środkowej Birmy na następnych ponad 150 lat.

## Początki
Thihathu, współregent Myinsaing, skonsolidował swoją władzę nad środkową Birmą w kwietniu 1300 r. i przeniósł swą stolicę do Pinya w lutym 1313. Trzy lata później, 16 maja 1315 r. (12. dnia Przybywania Księżyca miesiąca Nayon 677 ME) jego najstarszy syn Sawyun przeniósł się do Sikongu i przejął władzę nad zachodnią częścią królestwa ojca. Sawyuna oburzyła decyzja króla o ustanowieniu adoptowanego syna, Uzany, księciem koronnym z pominięciem naturalnego potomka. Chociaż Sawyun nominalnie pozostawał lojalny wobec ojca, po śmierci Thihathu w 1325 r. obydwa królestwa formalnie rozdzieliły się, przy czym Pinya sprawowała władzę nad środkową Birmą na wschód od rzeki Irawadi, a Sikong na zachód od niej.

## Rywalizacja z królestwem Pinya i najazdy Szanów
Sawyun umarł w 1327 r., a jego następcą został Tarabya I, wódz Szanów. W następnych latach obydwa rywalizujące królestwa podejmowały od czasu do czasu działania wojenne przeciwko sobie, jednak żadna ze stron nie mogła uzyskać przewagi, gdyż bardziej angażowały je najazdy Szanów z północy. Najazdy te, zwłaszcza te wychodzące z księstwa Mogaung, nasiliły się pod koniec lat 50. XIV w. Aby poradzić sobie z problemem tych najazdów, na początku lat 60. król Minbyauk Thihapate, sam będący wodzem Szanów, ustanowił swojego pasierba Thadominbyę gubernatorem Tagaung, na granicy z państwami Szanów na północy.

## Upadek królestwa Sikongu
W 1364 r. siły Mogaung w sojuszu z rywalizującym z Sikongiem królestwem Pinya zaatakowały jego terytorium. (W rzeczywistości, prawie cały ciężar walk spadł na barki wojsk Mogaung). Szańscy najeźdźcy zajęli Tagaung i Thadominbya z dużym trudem ratował się ucieczką. Za utratę Tagaung Minbyauk ukarał Thadominbyę więzieniem. Wkrótce jednak sam Minbyauk zbiegł z Sikongu, gdy w kwietniu tego samego roku (miesiąc Kason 726 ME) miasto zostało zdobyte przez siły Mogaung. Gdy żołnierze Mogaung opuścili Sikong, jego mieszkańcy skupili się wokół Thadominbyi, który kazał zabić Minbyauka.